# Харсиан

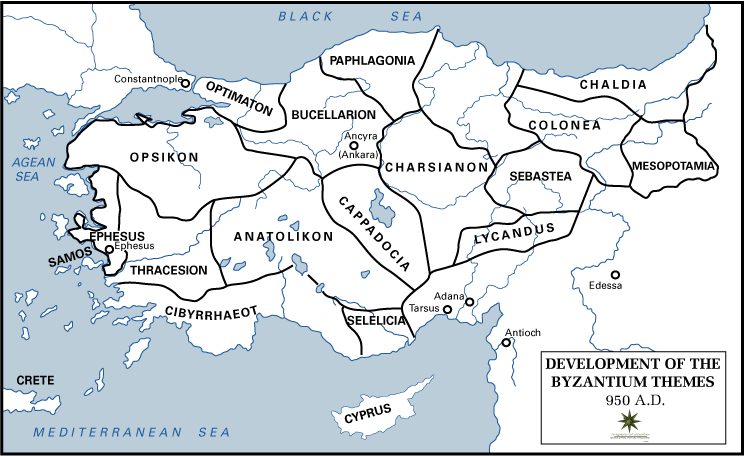
Малая Азия около 950 года, фема Харсиан обозначена как Charsianon

Фема Харсиан (греч. Χαρσιανόν) — военно-административная единица Византийской империи (фема), расположенная в центральной Анатолии (современная Турция), а также одноименная крепость, давшая название феме.

## История
Крепость Харсиан (греч. Χαρσιανόν κάστρον; араб. Qal'e-i Ḥarsanōs‎) впервые упоминается в 638 году во время первой волны мусульманского завоевания и якобы была названа в честь военачальника Юстиниана I по имени Харсий. Арабы впервые захватили эту крепость в 730 году и она оставалась предметом раздоров в течение всего следующего столетия арабо-византийских войн. В начале IX века крепость стала центром клисуры — отдельно управляемым укреплённым пограничным районом. Где-то между 863 и 873 годами клисура была возведена в статус полноправной фемы, увеличенная за счёт территорий следующих соседних фем: Букеларии, Армениакон и Каппадокии. Она стояла на среднем уровне среди других фем под управлением стратига, получавшего годовой оклад в размере 20 фунтов золота и командовавшего, согласно арабским источникам, 4 тысячами солдат и четырьмя крепостями.
В X веке фема Харсиан стала главным оплотом земельной военной аристократии во главе со знатными фамилиями Аргиров, Дук, Фок и Малеинов, имевших там свои дома и поместья. После 1045 года большое количество армян, в том числе и бывший царь Гагик II, переселились в эту фему, что привело к трениям с местными греками. Эта фема была захвачена турками-сельджуками после битвы при Манцикерте в 1071 году. Гагик II был засвидетельствован как последний дукс Харсиана в 1072—1073 годах.